# Кейто, Корделл
Корделл Мозес Кейто (англ. Cordell Moses Cato; род. 15 июля 1992, Карнейдж, Тринидад и Тобаго) — тринидадский футболист, полузащитник. Выступал за сборную Тринидада и Тобаго.

## Карьера

### Клубная
Воспитанник тринидадского клуба «Дефенс Форс». Профессиональную карьеру начал в другом тринидадском клубе «Сан-Хуан Джаблоти».
18 января 2012 года подписал контракт с клубом MLS «Сиэтл Саундерс».
Перед началом сезона 2013 Кейто был обменян в «Сан-Хосе Эртквейкс» на пик четвёртого раунда дополнительного драфта MLS 2014. В феврале 2016 года клуб подписал с полузащитником новый многолетний контракт. По окончании сезона 2017 он оказался среди игроков, чьи контракты «Сан-Хосе Эртквейкс» не стал продлевать.
В феврале 2018 года проходил просмотр в «Лос-Анджелес Гэлакси» на предсезонном сборе, но подписан не был.
9 марта 2018 года заключил контракт с клубом USL «Шарлотт Индепенденс».
9 января 2019 года подписал контракт с клубом «ОКС Энерджи».

### В сборной
В составе молодёжной сборной Тринидада и Тобаго участвовал в молодёжном чемпионате КОНКАКАФ 2011 года в Гватемале.
За сборную Тринидада и Тобаго Корделл Кейто дебютировал в октябре 2014 года в матче против сборной Доминиканской Республики в рамках отборочного турнира Карибского кубка, в котором вышел на замену.